# NGC 5106-1
NGC 5106-1 este o liner situată în constelația Fecioara. A fost descoperită în  de către Albert Marth. Se află la o distanță de 144,9 de megaparseci de Pământ.